# 카렐 히네크 마하

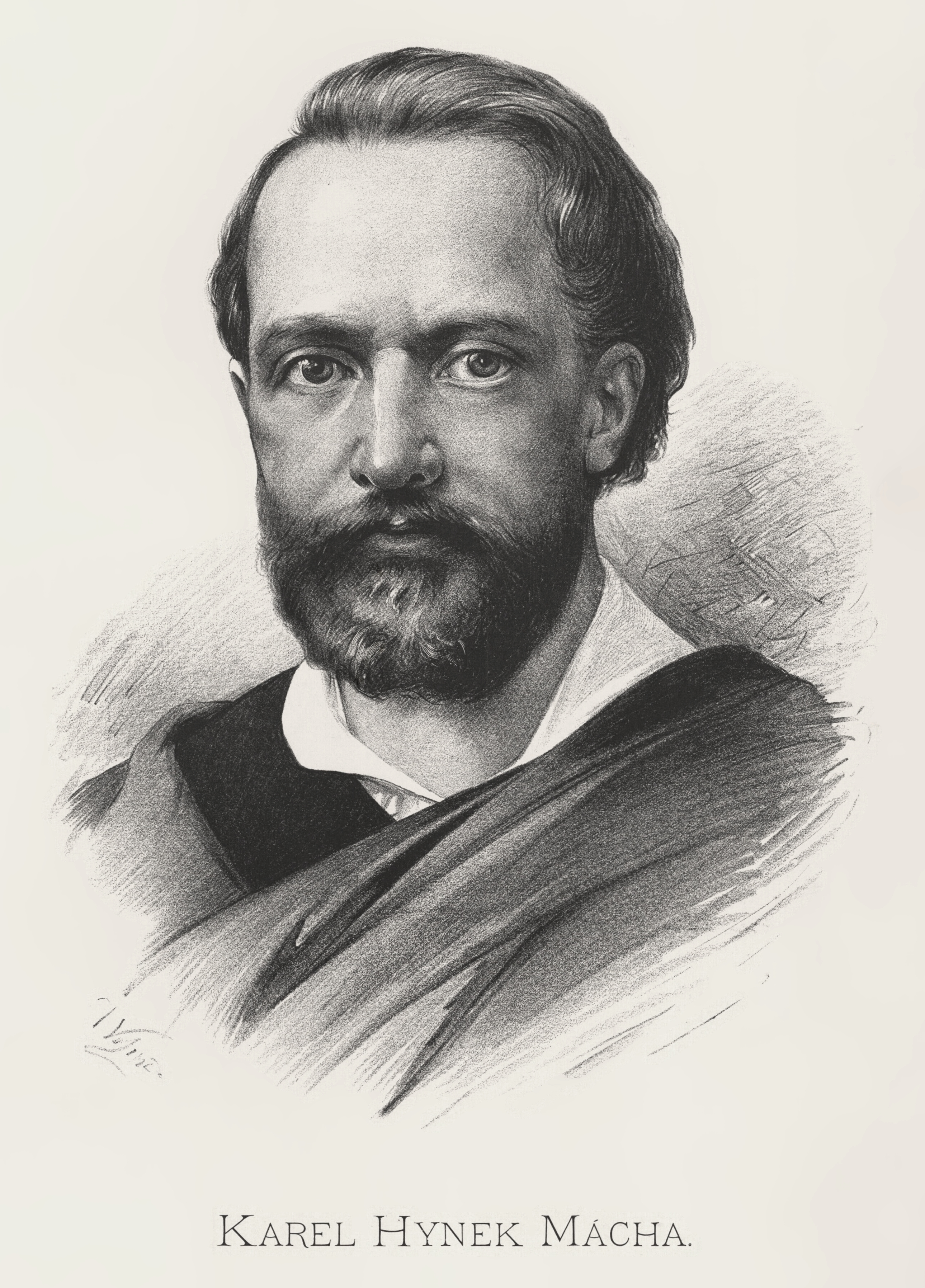
Karel Hynek Mácha

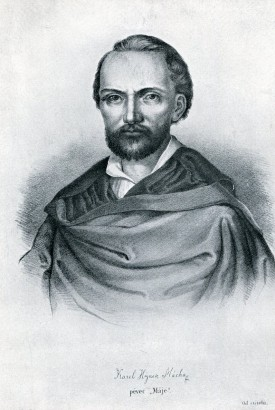
카렐 히네크 마하

카렐 히네크 마하(체코어: Karel Hynek Mácha, 1810년 11월 10일 프라하 ~ 1836년 11월 5일 리토메르지체)는 체코 시인으로 체코 낭만주의의 가장 중요한 대표 작가이다.
1824년-1830년 시립 김나지움에서 독일어로 공부하고 집에서는 체코어를 썼다. 프라하에서 철학을 공부하기 시작하고, 1836년 법학 학위를 받고 리토메르지체(Litoměřice)의 법원에서 변호사 연수생으로 일하기 시작한다. 폴란드 혁명을 접하고 도우면서 경찰들과 점차 잦은 문제를 일으킨다. 프랑스 혁명을 동경한다. 배우로도 활동한다. 가장 큰 취미는 성들을 찾아다니며 여행하는 것이었다. 마린카 슈티호바와 사랑에 빠지나 세상을 떠나버린다. 그녀의 죽음 이후에 마하의 작품은 더욱 비극적이 된다. 극장에서 알게 된 엘레오노라 숀코바와 만나면서 아들을 낳고 결혼을 하려 한다. 그러나, 법무 보조원으로 일을 시작한 지 몇 주 되지 않아 잠시 앓다가 세상을 떠난다.

## 작품
첫 시들은 독일어로 썼다. 그 후에는 두 언어를 모두 사용하다가 나중에는 체코어로만 작품활동을 한다.
독일어 작품:
- Versuche des Ignac Macha
- Hoffnung

체코어 작품:
- Svatý Ivan
- Na hřbitově
- Hrobka králů a knížat českých

### 산문
- Krkonošská pouť
- Večer na Bezdězu
- Obrazy ze života mého
- KAT – 바츨라프 4세 (Václav IV) 때 있어난 일을 담고 있다. 카트 (Kat)는 바츨라프 4세의 이복 형제이다.
- Klášter Sázavský' – 장편 소설 시도 - 미완성
- Večer na Bezdězu' – 중요한 줄거리는 없지만 작가의 정신 상태를 옅볼 수 있다.
- Márinka' – 매우 아름다운 아가씨, 눈먼 거지 바이올리니스트 아버지와 살고 있다. 마린카는 시인의 이상형이지만 일찍 죽어버린다. 그의 사랑에 관한 이야기.

### 희곡
- Bratři
- Král Fridrich
- Bratrovrah
- Boleslav

### 서사시와 단편
- Mnich
- Návrat
- Cikáni – 산문. 독립적인 사건이 없다. 우울함과 인생의 허무함을 표현하려고했다.
- Máj – 1836년 마하의 가장 널리 알려진 작품. 여러 언어로 번역되었다. Z počátku Máj nebyl přijat, dílo bylo považováno za málo vlastenecké, báseň byla pochopena teprve při dalších vydáních. Májovci Máj pokládali za přelomovou báseň.

Jedná se o lyrickoepickou báseň s nerozvinutým dějem, obsahuje 4 zpěvy a 2 intermezza. Hlavním hrdinou je Vilém, který zavraždí svůdce své milé, který je zároveň jeho otcem, to ale Vilém nevěděl. Je odsouzen jako otcovrah k trestu smrti. Jarmila očekává Viléma (vůdce loupežníků), když se dozvídá o jeho odsouzení páchá sebevraždu skokem do jezera. Mácha se snažil zachytit pocity odsouzeného, přírodu. Obviňuje společnost, za to že ho dohnala k vraždě. Máj je jazykově velmi bohatý, jsou zde použity netradiční obraty, výrazy a přirovnání, zvukomalba, volná asociace myšlenek.